# Przyroda Kostaryki

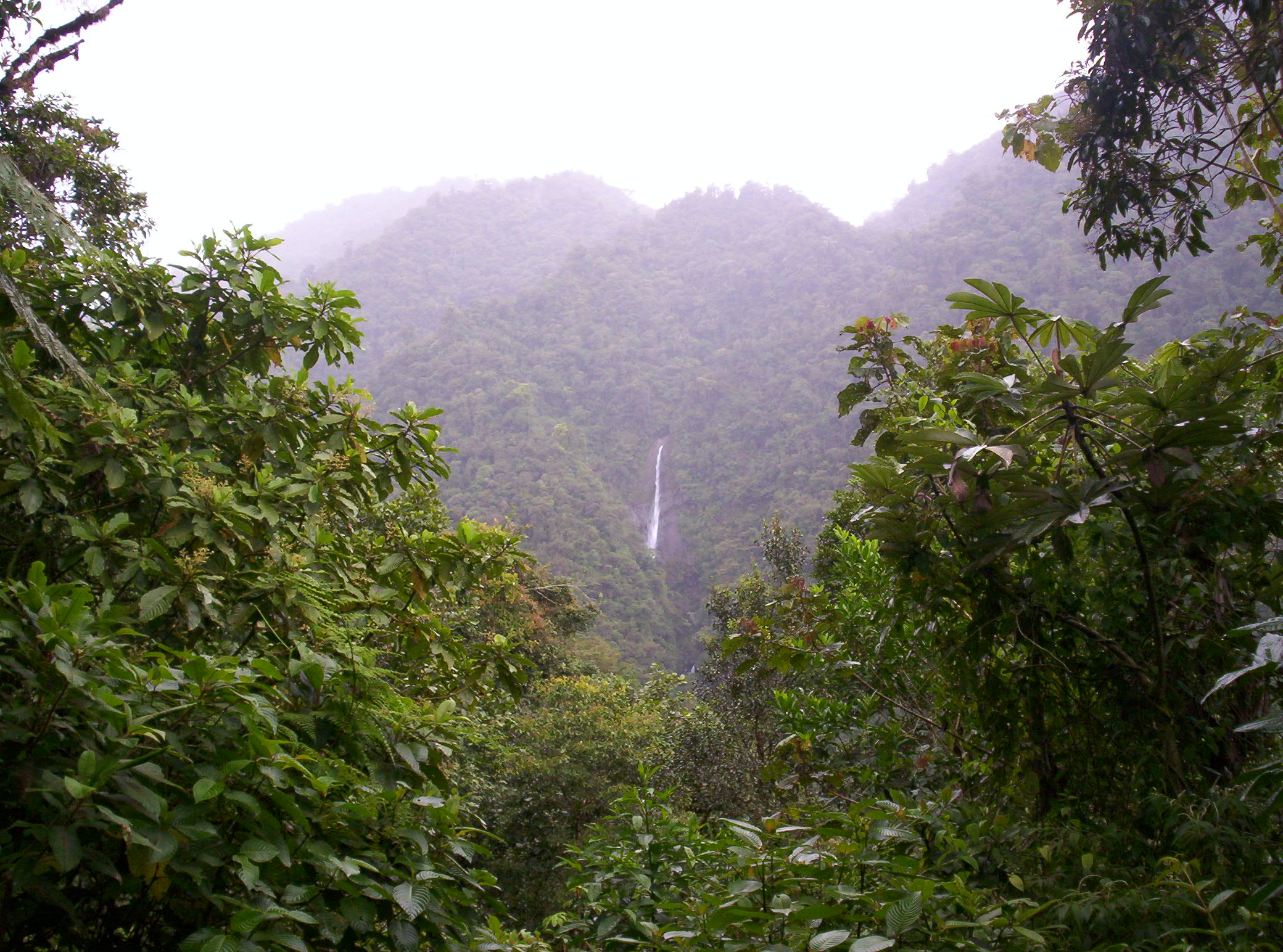
Roślinność w Parku Narodowym Tapantí

Przyroda Kostaryki cechuje się bogactwem zwierząt, grzybów i roślin, które występują na obszarze tego kraju położonego w Ameryce Centralnej. Kostaryka znajduje się w granicach krainy neotropikalnej charakteryzującej się dużą różnorodnością biologiczną. Na obszarze Kostaryki występuje ponad 500 tysięcy gatunków, co stanowi prawie 4% wszystkich szacowanych gatunków na całym świecie. Sprawia to, że Kostaryka jest jednym z 20 krajów o najwyższej różnorodności biologicznej na świecie. Z tych 500 tysięcy gatunków nieco ponad 300 tysięcy to owady. Dodatkowo różnorodność fauny w dużej mierze wynika z położenia geograficznego tego państwa pomiędzy kontynentami – Ameryką Północną i Południową. Kraj ten, wraz z sąsiednią Panamą, leżą na terenie, który 3-5 milionów lat stał się pomostem łączącym te dwa kontynenty. Fakt ten sprawił, że bardzo różne gatunki zwierząt, grzybów i roślin obu kontynentów mieszają się w tym miejscu. 

## Bioróżnorodność
Kostaryka jest uważana za państwo o największej bioróżnorodności spośród wszystkich krajów na świecie. Podczas gdy kraj ten zajmuje zaledwie 0,03% lądowej powierzchni Ziemi (mniej więcej wielkości Wirginii Zachodniej, mniej niż województwo mazowieckie i łódzkie), to występuje tu aż 4% wszystkich szacowanych gatunków na całym świecie. Setki tych gatunków są endemiczne dla Kostaryki, co oznacza, że nie występują nigdzie indziej na Ziemi. Należą do nich liczne żabowate, węże, jaszczurki, gofferowate, myszowate, ryby (pielęgnicowate, babkowate) oraz ptaki (łuszczaki, kolibrowate).
Kostaryka opiera swoją strategię rozwoju na ochronie różnorodności biologicznej. Ponad 27% powierzchni kraju jest chroniona poprzez parki narodowe, rezerwaty przyrody czy inne formy ochrony środowiska naturalnego. Rząd Kostaryki podejmuje działania w celu ochrony bioróżnorodności. Nakłada on pięcioprocentowy podatek na benzynę, a wygenerowane w ten sposób przychody służą do płacenia właścicielom ziemskim za powstrzymanie się od wycinania lasów i tworzenie zamiast tego nowych plantacji drzew. Daje to lokalnym mieszkańcom motywację do bycia aktywnymi rolnikami poprzez uprawę drzew zamiast hodowania bydła. Korzyści ekosystemowe obejmują: produkcję takich dóbr ekosystemowych jak czysta woda, żywność, paliwa, włókna (funkcje produkcyjne); regulację jakości powietrza, regulację klimatu, amortyzację ekstremalnych zjawisk pogodowych (funkcje regulacyjne); budowę gleb i podtrzymywanie cyklu składników odżywczych (funkcje wspomagające), przyczyniając się jednocześnie do dalszego zachowania bioróżnorodności.
Bioróżnorodność przyczynia się do rozwoju gospodarki Kostaryki. Wartość przemysłu eko-turystycznego w Kostaryce szacowana jest na 1,92 miliarda dolarów. Ekoturystyka, w kontekście Kostaryki, jest definiowana jako turystyka podejmowana do egzotycznego, często zagrożonego, środowiska naturalnego, w szczególności w celu wspierania wysiłków w zakresie ochrony i obserwowania dzikiej przyrody. Duża różnorodność biologiczna Kostaryki sprawia, że kraj ten jest atrakcyjnym miejscem dla ekoturystyki. 39% turystów jako główny powód podróży do tego państwa podaje motywy związane ze środowiskiem naturalnym.
Głównymi zagrożeniami dla bioróżnorodności Kostaryki są szybko rosnąca populacja ludzka, rozwój tradycyjnej branży turystycznej na wybrzeżach oraz szkodliwe praktyki rolne. Przyczyniają się one do zanieczyszczenia i degradacji środowiska naturalnego. Największe obawy budzi wylesianie. Kostaryka ma czwarty najwyższy wskaźnik wylesienia na świecie. Prawie 4% terenów leśnych jest wycinanych każdego roku. Najczęstszą przyczyną usuwania lasów jest zdobywanie terenów pod hodowlę bydła. To wraz z uprawami monokultur skutkuje rozszerzaniem się obszarów o znikomym zróżnicowaniu gatunkowym. Spadek różnorodności roślin na obszarach rolniczych prowadzi do zmniejszenia różnorodności zwierząt.

## Rośliny

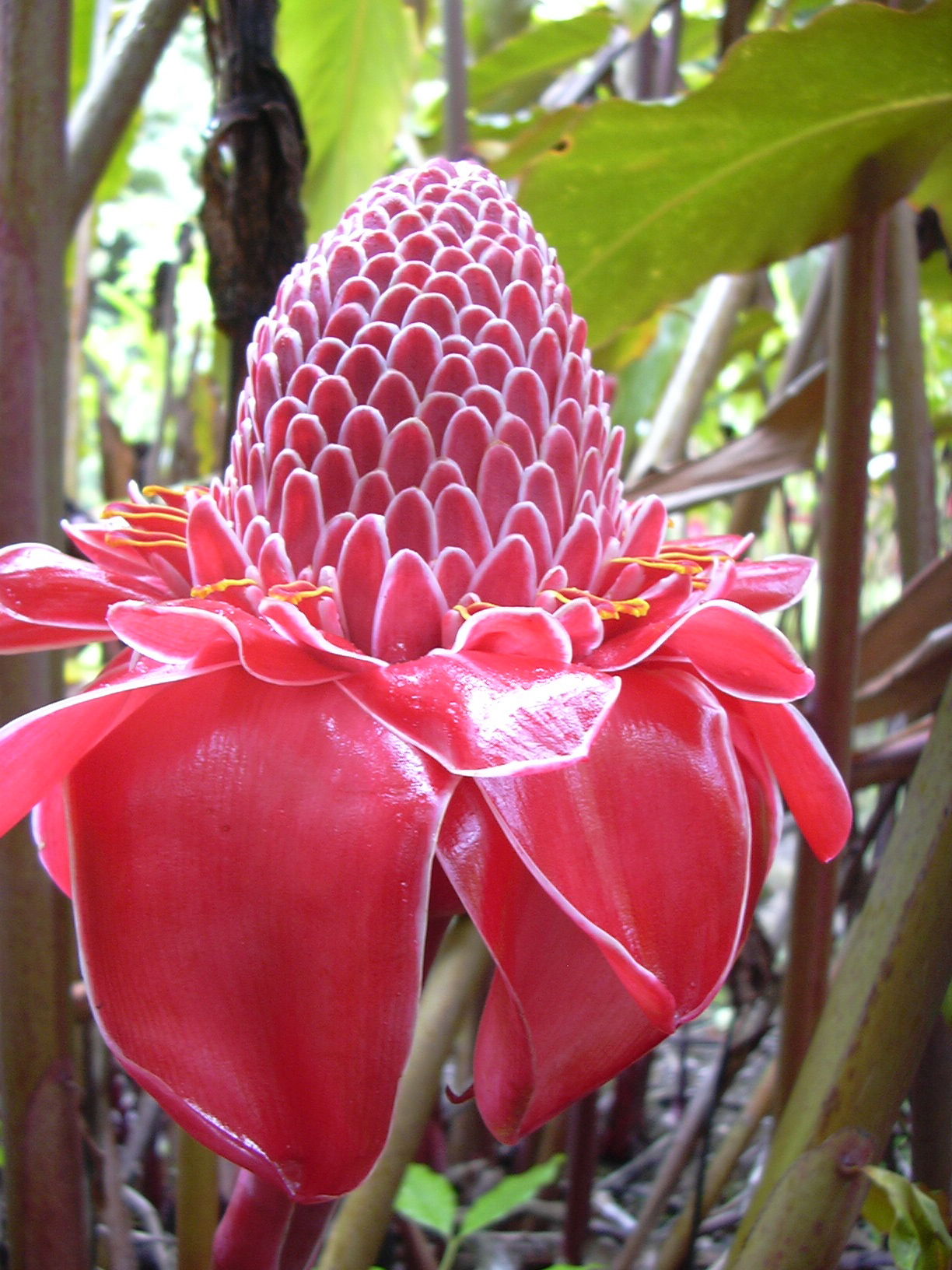
Kwiat etlingery wyniosłej

W Kostaryce występuje bardzo bogata flora, licząca ponad 9000 gatunków roślin wyższych. Obejmuje około 800 gatunków paproci – więcej niż w Stanach Zjednoczonych, Kanadzie i Meksyku razem wziętych. Występuje tutaj około 30 gatunków helikonii – rośliny blisko spokrewnionej z bananowatymi. Ponadto rosną tutaj liczne gatunki begonii, anturii czy męczennicy. Dwupienny gatunek rośliny z rodziny wawrzynowatych – Ocotea tenera – w różnych latach zdarza się, że zmienia płeć kwiatów, wytwarzając w jednym sezonie niemal wyłącznie kwiaty żeńskie, a w innym – męskie, zwiększając w ten sposób szanse na zapylenie. W Kostaryce odnotowano ponad dwa tysiące gatunków z rodziny bromeliowatych oraz ponad 1400 przedstawicieli rodziny storczykowatych.
Paprocie licznie występują w lasach tropikalnych. Są roślinami pionierskimi w lukach powstających w lesie. Rosną od wybrzeży do najwyższych wzniesień. Niektóre gatunki są epifityczne czy też pnące, których długie liście mogą sięgać do 20 metrów w górę.
Ponadto występują tutaj m.in. takie gatunki roślin jak: Arundina graminifolia, oskomian pospolity, kakaowiec właściwy, morwa indyjska, Psidium friedrichsthalianum, Chrysophyllum cainito, arnota właściwa, Senna reticulata, Crinum erubescens, sagowiec odwinięty, Pilea cadierei, Passiflora coccinea, Megaskepasma erythrochlamys czy etlingera wyniosła.

## Zwierzęta

### Owady

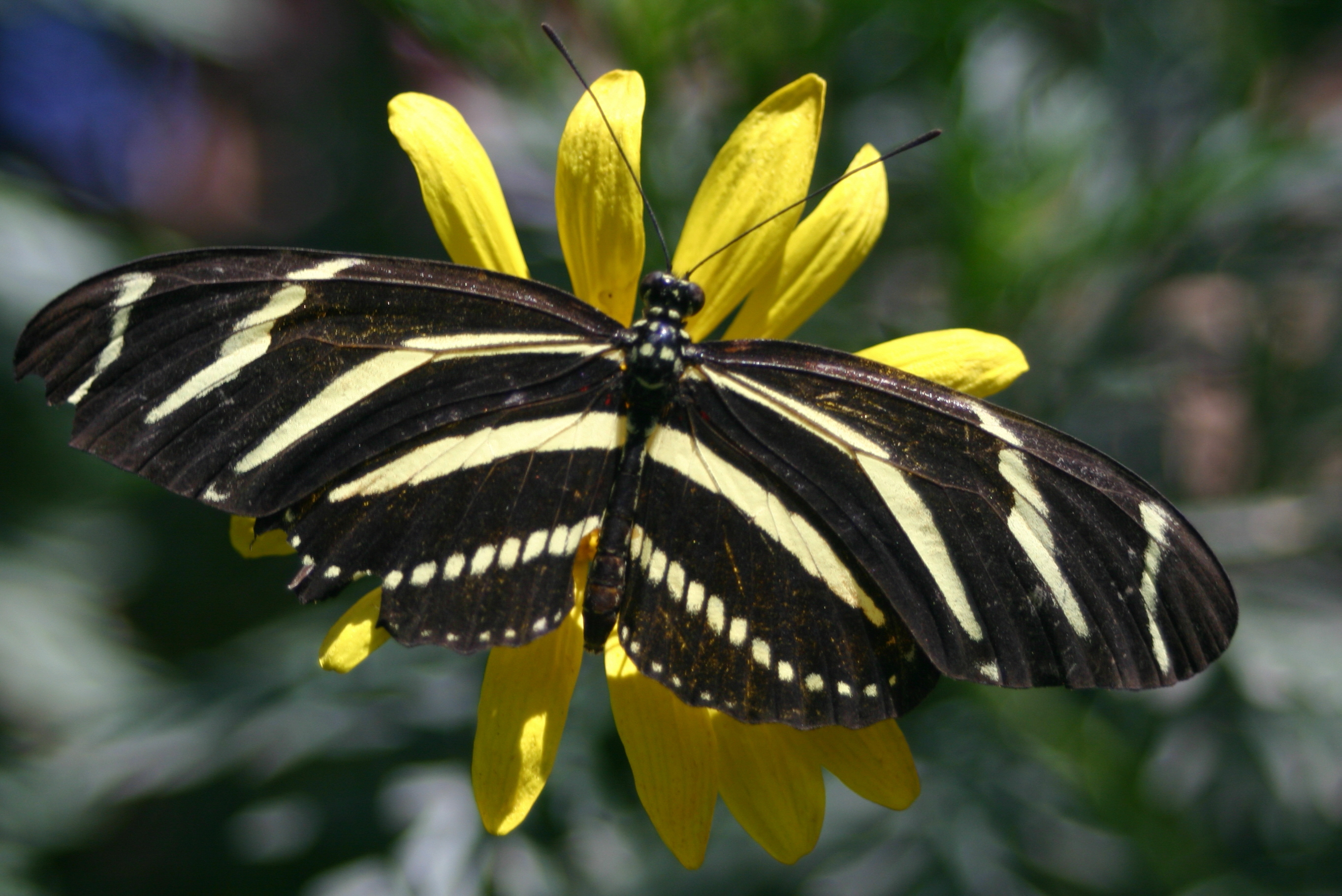
Heliconius charithonia

W Kostaryce występuje około 1251 gatunków motyli dziennych i co najmniej 8000 gatunków ciem. Motyle występują przez cały rok, ale są bardziej aktywne w czasie pory deszczowej. 9% znanych gatunków motyli na świecie żyje w Kostaryce. Występują tu między innymi takie gatunki jak: Papilio thoas, Marpesia berania, Doxocopa laure, Anartia fatima, Heliconius charithonia, Urania fulgens, Greta oto czy przedstawiciele z rodzaju Morpho. Niektóre motyle dokonały niezwykłych adaptacji do środowiska. Niektóre gatunki z rodziny paziowatych potrafią naśladować ptasie odchody, a wiele innych ma jasne kolory, ostrzegające drapieżników o toksycznych właściwościach ich ciał. Innymi owadami występującymi w Kostaryce są pszczoły, mrówkowate, pasikonikowate czy chrząszcz rohatyniec herkules.

### Płazy

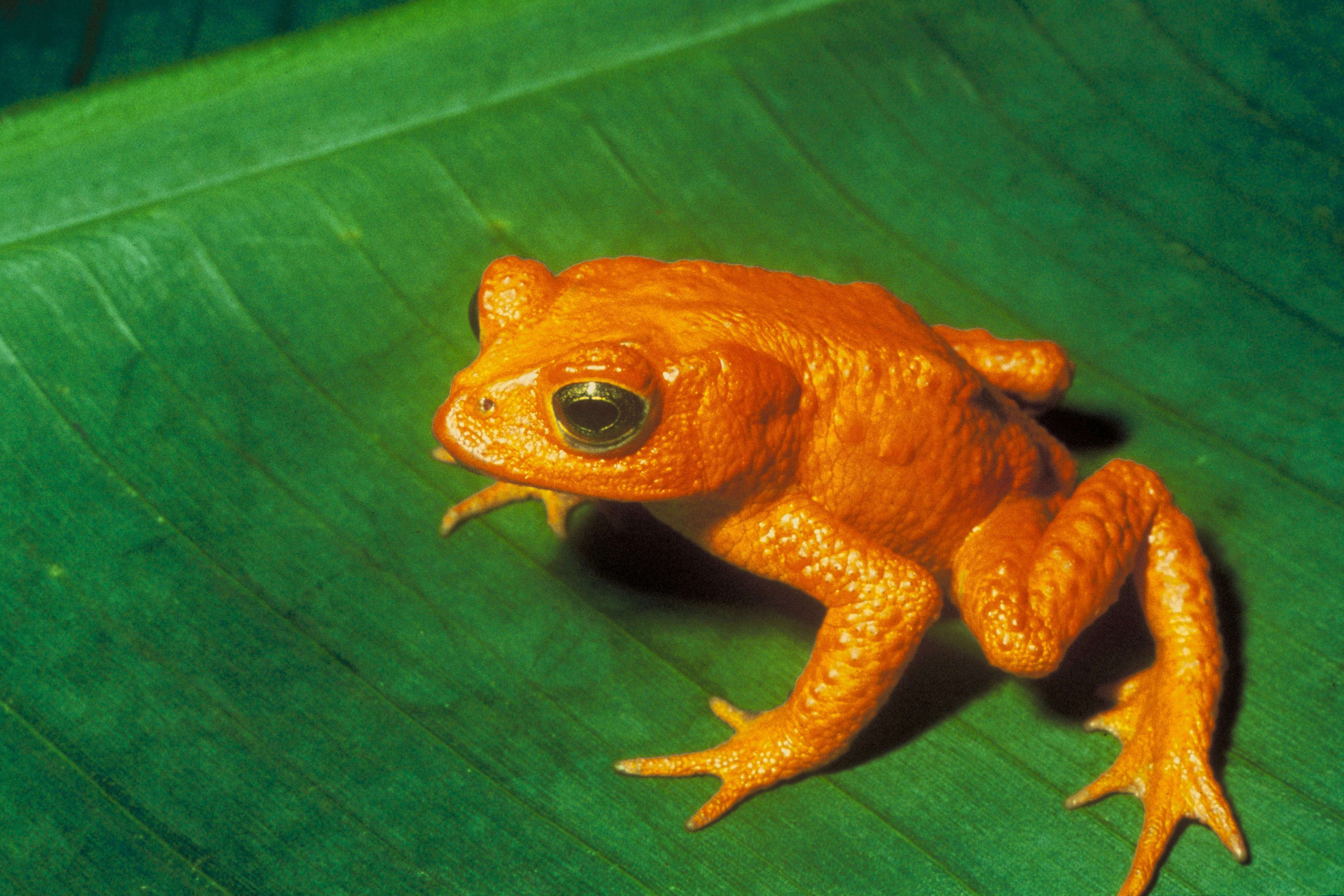
Ropucha złota, endemiczny gatunek płaza, obecnie uważany za wymarły

W Kostaryce spotyka się przedstawicieli wszystkich trzech rzędów płazów – bezogonowe, ogoniaste i beznogie. Z powodu degradacji środowiska i wrażliwości płazów na zanieczyszczenia w Kostaryce odnotowano tendencje spadkowe populacji płazów, a nawet ich wymieranie. Rezerwat Monteverde jest krytycznym siedliskiem dla niektórych gatunków rzędu płazów bezogonowych. Szacuje się, że na terenie tego rezerwatu od 1987 roku wymarło już około 40% gatunków z tego rzędu.
Ropucha złota występowała naturalnie w bardzo ograniczonym środowisku centralnych pasm górskich w Kostaryce. Międzynarodowa Unia Ochrony Przyrody (IUCN) uznała ten gatunek za zagrożony i prawdopodobnie wymarły z powodu braku obserwacji od ponad dwóch dekad. Podejrzewa się, że prawdopodobną przyczyną wymierania było połączenie kilku czynników, jak intensywne zjawiska pogodowe, jak El Niño, które spowodowały susze, wzrost zanieczyszczenia środowiska, zmiany klimatu oraz pojawienie się inwazyjnego gatunku grzybów.
Płazy w Kostaryce nabyły wiele adaptacji do przeżycia. Niektóre gatunki żab składały jaja w wodzie pozbawionej drapieżnych ryb. W przypadku niektórych gatunków oznacza to składanie jaj w małych zbiornikach wody w ściółce, a następnie przetransportowanie ich na bromeliowate. Inne gatunki rozwinęły zdolność bezpośredniego rozwoju. Oznacza to, że jaja rozwijają się całkowicie wewnątrz płaza, bez przechodzenia fazy kijanki. Zmniejsza to okres podatności na drapieżniki.

### Gady
W Kostaryce zarejestrowano 221 gatunków gadów, które rozprzestrzeniły się w każdym środowisku. Gady są bardziej odporne na utratę wody niż płazy, ponieważ mają suchą, łuszcząca się skórę. Tak więc w przeciwieństwie do płazów, które unikają bezpośredniego słońca, gady wykorzystują naprzemiennie światło słoneczne i cień, aby dostosować temperaturę ciała. Dzienne gady, jak Sceloporus malachiticus lub legwan czarny, są łatwiejsze do wykrycia w ciągu dnia, ponieważ spędzają dużo czasu w miejscach z ekspozycją na słońce. Niektóre gady są łatwiejsze do zlokalizowania przez dźwięk, który wydają, na przykład bazyliszki. Bywają gady, które stosują kamuflaż i dyskretne zachowanie. Wiele gadów wytwarza jad, kilka jest niebezpiecznych, a niektóre są agresywne, jak na przykład gatunek węża Bothrops asper. Inne drapieżniki, takie jak wąż Clelia, pomimo groźnego wyglądu są całkowicie nieszkodliwe w stosunku do ludzi.

### Ssaki

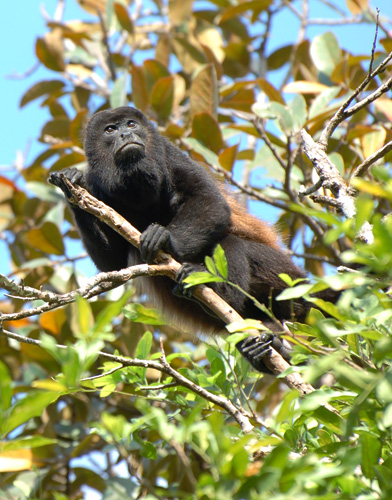
Wyjec płaszczowy, samiec

Z około 4800 gatunków ssaków na świecie 200 można znaleźć w Kostaryce. Występują tutaj między innymi leniwce, małpy, tapirowate, pekari, pancerniki, nietoperze, dydelfowate, jeleniowate, jaguar amerykański, ocelot, ostronos rudy, szop pracz czy paka nizinna.

### Ptaki

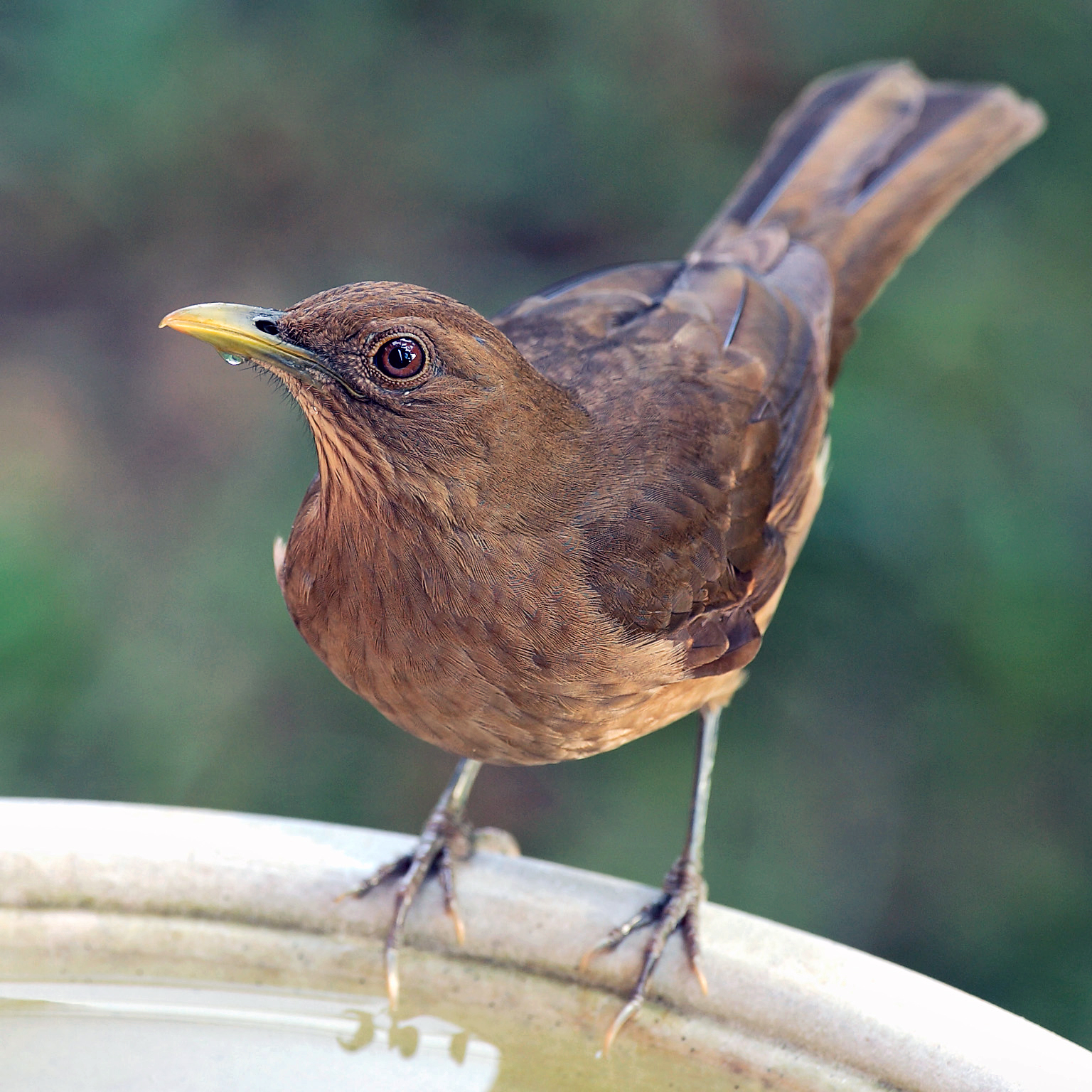
Drozd brązowawy (Turdus grayi), narodowy ptak Kostaryki

Według danych BirdLife International na terytorium Kostaryki (do którego należy również Wyspa Kokosowa) odnotowano 857 gatunków ptaków, z czego 314 to gatunki migrujące, spędzające część roku poza granicami kraju. Kostaryka jest pod tym względem 23. państwem na świecie. Spośród wszystkich stwierdzonych gatunków, wraz z migrującymi i zalatującymi, jedynie 3% to narażone, zagrożone lub krytycznie zagrożone. 5 gatunków to endemity. Należy do nich koliber szmaragdzik namorzynowy i habia czarnolica z rodziny kardynałów. Trzy pozostałe endemity mają status narażonych (2015); są to: kokosanka, kokośnik i kukawik rdzawoskrzydły (endemity Wyspy Kokosowej).
Kostarykańskie ptaki migrują najczęściej zimą do Ameryki Północnej lub od września do kwietnia do Ameryki Południowej. Obszar od pasma górskiego Cordillera de Talamanca w południowo-wschodniej części Kostaryki aż po zachodnią część Panamy charakteryzuje się wysokim stopniem endemizmu wśród ptaków. Na tym terenie zaobserwowano aż 160 gatunków tej gromady. Są to między innymi: grdacz czarny, przepiór białogardły, cuglogołębik zielonoszyi, rudosterka żółtoskrzydła, barwniczka czerwonoczelna, lelkowiec kostarykański, sóweczka kostarykańska, sylfik białoczuby, diamencik kostarykański, diamencik zielony, malachicik szarosterny, malachicik białobrzuchy, koliberek kostarykański, diamencik czarnobrzuchy, złotniczek, rudaczek malutki czy rudaczek kryzowany.
Ara żółtoskrzydła jest powszechnym gatunkiem w Kostaryce. W przeciwieństwie do wielu gatunków ptaków ary te tworzą monogamiczne pary. Zarówno osobniki męskie, jak i żeńskie opiekują się pisklętami przez okres do dwóch lat. Głównym zagrożeniem dla tego gatunku jest ich popularność w domowym handlu. Jeden osobnik może być sprzedany nawet za tysiąc dolarów.
Kwezal herbowy – trogon o imponującym wyglądzie fizycznym – jest często spotykany w niektórych częściach Kostaryki. Żyje w lasach mglistych, w koronach drzew. Można go znaleźć w kilku parkach i rezerwatach Kostaryki, takich jak: Rezerwat Monteverde, Rezerwat Santa Elena, Park Narodowy Braulio Carrillo, Park Narodowy Volcán Poás, Park Narodowy Chirripo czy Park Narodowy Juan Castro Blanco. Kwezal herbowy odżywia się owocami, owadami, małymi bezogonowymi, jaszczurkami czy ślimakami. Jest zagrożony wyginięciem, ponieważ jego siedliska – lasy mgliste – są powszechnie degradowane w całej Ameryce Środkowej.
Gatunki kolibrowatych wykazują adaptację do środowiska naturalnego. Niektóre gatunki wyspecjalizowały cechy, które pozwalają im odżywiać się z kwiatów niektórych gatunków roślin. Kolibry przenoszą pyłek pomiędzy pojedynczymi okazami roślin w zamian za nektar. W związku z tym, że różne gatunki kolibrów są dostosowane do konkretnych gatunków roślin, mogą one być zapylane tylko w ten sposób. Za przykład może posłużyć szmaragdzik namorzynowy, który wyspecjalizował się w pobieraniu pokarmu z kwiatów gatunku Pelliciera rhizophorae.